# Gaetano Capasso (ingegnere)
Gaetano Capasso (Ottaviano, 5 settembre 1947 – Ottaviano, 29 giugno 2016) è stato un ingegnere italiano.

## Biografia
Dopo alcune esperienze nell'ambito dell'informatica, nel 1983 fonda la Capware, un'azienda di computer grafica operativa nelle ricostruzioni di interni ed esterni. Oltre ad alcuni marchi commerciali, si appoggia alla Capware la Rai, per alcune trasmissioni scientifiche e culturali di Piero ed Alberto Angela. Nel 2009 lavorò per la creazione del Museo archeologico virtuale di Ercolano